# Paobius orophilus
Paobius orophilus är en mångfotingart som beskrevs av Chamberlin 1916. Paobius orophilus ingår i släktet Paobius och familjen stenkrypare. Inga underarter finns listade i Catalogue of Life.